# Дюфло, Эстер
Эстер Дюфло (фр. Esther Duflo; род. 25 октября 1972, Париж) — французский экономист, нобелевский лауреат (2019). Доктор и именной профессор Массачусетского технологического института. 
Член Национальной академии наук США (2017) и Американского философского общества (2025), член-корреспондент Британской академии (2016).

## Биография
Отец — профессор математики Мишель Дюфло. Её мать Виолен Дюфло — врач-педиатр. Родители были протестантами и придерживались левых взглядов, как затем и Эстер.
В старших классах школы изучала русский язык. В августе 1991 года 18-летняя Дюфло вместе со своими друзьями была среди протестующих на улицах Москвы против ГКЧП. В 1993 году провела 10 месяцев в Москве, преподавала французский язык и работала над магистерской работой. Одновременно работала научным ассистентом французского экономиста, связанного с Банком России, и американского экономического советника Джеффри Сакса.
В 1994 году получила степень магистра в Высшей нормальной школе в области истории и экономики с диссертацией по истории первой пятилетки в Советском Союзе. В 1999 получила степень доктора в Массачусетском технологическом институте.
Муж — Абхиджит Банерджи, награждён одновременно с Эстер Дюфло и Майклом Кремером Нобелевской премией по экономике. Дюфло и Банерджи официально женаты с 2015, у них двое детей 5 и 7 лет (в 2019 году). После рождения первого ребёнка Дюфло приняла американское гражданство.

## Награды и отличия
- Исследовательская премия Элейн Беннетт (2002)
- Стипендия Макартура (2009)
- Медаль Джона Бейтса Кларка (2010)
- Премия Дэна Дэвида (2013)
- Erna-Hamburger-Preis[нем.] (2014)
- Премия принцессы Астурийской (2015)
- A.SK Social Science Award (2015)
- Премия по экономике памяти Альфреда Нобеля (2019)
- Highly Cited Researcher (2019)[11]

## Труды
- Abhijit Banerjee, Esther Duflo Poor Economics: A Radical Rethinking of the Way to Fight Global Poverty[англ.] — PublicAffairs, New York, 2011.
  - Банерджи А., Дюфло Э. Экономика бедных. Радикальное переосмысление способов преодоления мировой бедности. — Издательство Института Гайдара, 2021. — 464 с. — ISBN 978-5-93255-614-6
- The Economist as Plumber // American Economic Review, 2017, vol 107(5), pages 1-26.
- Банерджи А., Дюфло Э. Экономическая наука в тяжёлые времена. Продуманные решения самых важных проблем современности = Good Economics for Hard Times: Better Answers to Our Biggest Problems. / Пер. с англ. М. Маркова и А. Лащева; под науч. ред. Д. Раскова. — М.: Издательство Института Гайдара; СПб.: Факультет свободных искусств и наук СПбГУ, 2021. — 624 с. — ISBN 978-5-93255-594-1
  - Рец. Троцук И. В. Экономическая книга для социологического чтения // Экономическая социология. Т. 24. № 1. С. 133—148.